# Nguyễn Duy Hùng (thiếu tướng)
Nguyễn Duy Hùng (1946-2021) là giáo sư, tiến sĩ, nhà giáo nhân dân, Thiếu tướng Công an nhân dân Việt Nam. Ông nguyên là Giám đốc Học viện Cảnh sát nhân dân. 

## Tiểu sử
Thiếu tướng, GS.TS Nguyễn Duy Hùng sinh ngày 15 tháng 3 năm 1946 tại xã Tích Giang, huyện Phúc Thọ, thành phố Hà Nội. Ông là đảng viên Đảng Cộng sản Việt Nam, từng công tác  tại tỉnh Hà Giang trước năm 1976. Ông sau đó tốt nghiệp Đại học An ninh nhân dân và được phân công công tác tại Trường Sỹ quan Cảnh sát nhân dân (nay là Học viện Cảnh sát nhân dân) đóng tại huyện Ba Vì, tỉnh Hà Tây.
Ông là giảng viên đầu tiên của trường có học vị Phó tiến sĩ. Sau đó, ông đảm nhiệm nhiều chức vụ khác nhau như Trưởng khoa Chính trị 2, Trưởng phòng Công tác chính trị và Tổ chức cán bộ, Phó Hiệu trưởng. Từ năm 1992 đến năm 2005 ông là Bí thư Đảng ủy, Giám đốc Học viện Cảnh sát nhân dân. Ông là người đã vận động cho sự ra đời của Tạp chí Trật tự an toàn xã hội (tiền thân của Tạp chí Cảnh sát nhân dân), đồng thời làm Tổng biên tập của tạp chí này.
Từ năm 2004 đến năm 2011, ông cũng làm cố vấn nghiệp vụ cho phim truyền hình "Cảnh sát hình sự".
Ngày 21 tháng 8 năm 2007, Thủ tướng Chính phủ Việt Nam Nguyễn Tấn Dũng kí quyết định nghỉ hưu đối với Thiếu tướng Nguyễn Duy Hùng từ ngày 01 tháng 12 năm 2007. Chức vụ cuối cùng của ông là Trưởng Cơ quan đại diện Bộ Công an Việt Nam tại Lào.
Ông từ trần hồi 2h30' ngày 25 tháng 4 năm 2021 và an táng tại nghĩa trang quê nhà.

## Danh hiệu[1]
- Huy hiệu 50 năm tuổi Đảng
- Huân chương Kháng chiến hạng Nhất
- Huân chương Chiến công hạng Nhất
- Huân chương Bảo vệ Tổ quốc hạng Nhất
- Huân chương Lao động hạng Nhất do Nhà nước Lào tặng
- Huy chương Chiến sĩ vẻ vang hạng Nhất, Nhì, Ba.